# Lenguas katla
Las dos lenguas katla o katla-tima forman una pequeña familia lingüística ubicada en los montes Nuba de Sudán. Estas lenguas usualmente se clasificaban dentro del  grupo cordofano (que actualmente se consideraban un grupo filogenético) dentro de las lenguas Níger-Congo.

## Descripción lingüística

### Clasificación
Roger Blench clasifica aún a estas lenguas dentro de las Níger-Congo (aunque fuera del núcleo de las lenguas Atlántico-Congo), ya que no tienen las clases nominales típicas de las lenguas Atlántico-Congo. Una situación similar se da para otra familia de lenguas cordofanas, las lenguas rashad; que no parecen cercanamente relacionadas con las lenguas katla.
| Katla | \| \| Kaalak (Katla, Julud) \| \| \| \| \| \| Domorik (Lomorik, Tima) \| \| \| \| |
|       | \| \| Kaalak (Katla, Julud) \| \| \| \| \| \| Domorik (Lomorik, Tima) \| \| \| \| |
|       | Kaalak (Katla, Julud)                                                             |
|       |                                                                                   |
|       | Domorik (Lomorik, Tima)                                                           |
|       |                                                                                   |

### Fonología
El inventario de consonantes para el proto-katloide o proto-katla-tima es el siguiente:
Consonantes
| *p  | *t̪   | *t  | *c   | *k  | *kw |    |
| *b  | (*d̪) | *d  | *j   | *g  | *gw |    |
| *mb |      | *nd | *ɲj? | *ŋg |     |    |
| *m  |      | *n  | *ɲ   | *ŋ  |     |    |
|     |      | *l  |      |     |     | *h |
|     |      | *r  |      |     |     |    |
|     |      | *ɽ  |      |     |     |    |
|     |      |     | *y   |     | *w  |    |

Para los vocales existen cinco pares que se diferencian según el rasgo ATR:
Vocales ([-ATR] / [+ATR])
- *ɪ / *i
- *ʊ / *u
- *ɛ / *e
- *ɔ / *o
- *a / *ʌ

### Morfología
Las lenguas katla no tienen los rasgos morfológicos típicos de las lenguas Níger-Congo, como la existencia de clases nominales. G. Dimeendal (2019) trabajó con datos de estas lenguas y avanzó muchos aspectos del proto-katla-tima que él llama proto-katloide. Los prefijos de para clases nominales de singular que encuentra son los siguientes:
Prefijos de singular para las clases nominales
| Proto-katloide | Katla | Julut | Tima    |
| -------------- | ----- | ----- | ------- |
| *kU-           | k-    | k-    | kV-, k- |
| *g-            | g-    | g-    |         |
| *gw-           | gb-   | gb-   |         |
| *p-            | ?     | ?     | p-      |
| *t-            | ?     | ?     | t-      |
| *c-            |       |       | c-      |
| *m-            |       | m-    |         |
| *bU-           | ba-   | ba-   | bV-     |
| *dV-           | (d-)  | d-    | dV-     |
| *lV-           | la-   | la-   | lV-     |

Prefijos de plural para las clases nominales
| Proto-katloide | Katla     | Julut    | Tima      |
| -------------- | --------- | -------- | --------- |
| *ɪ-/*i-, *y-   | ɪ-/i-, V- | ɪ-/i-, Ø | ɪ-/i-, y- |
| *a-            | a-        | a-       |           |

Además reconstruye las siguientes marcas de concordancia gramatical:
Marcas de concordancia (demostrativos)
|          | Proto-katloide | Katla | Julut | Tima   |
| -------- | -------------- | ----- | ----- | ------ |
| singular | *gɪ-/*gi-      | g-    | nggi  | c-     |
| plural   | ?              | a-    | ii    | ɪ-, i- |

Marcas de concordancia (posesivos)
|          | Proto-katloide | Katla   | Julut      | Tima |
| -------- | -------------- | ------- | ---------- | ---- |
| singular | ?              | gɪ-/gi- | ɉ-, nɉV-k- | l-   |
| plural   | ?              | ɪ-/i-   | i-k-       |      |

Marcas de concordancia (adjetivos)
|          | Proto-katloide | Katla           | Julut | Tima  |
| -------- | -------------- | --------------- | ----- | ----- |
| singular | *gɪ-/*gi-      | gɪ-/gi-, (g)al- | ga-   | kV-   |
| plural   | *ɪ-/*i-        | ɪ-/i-           | Ø-    | ɪ-/i- |

Marcas de concordancia (numerales)
|          | Proto-katloide | Katla   | Julut | Tima    |
| -------- | -------------- | ------- | ----- | ------- |
| singular | *gɪ-/*gi-      | gɪ-/gi- | ?     | kɪ-/ki- |
| plural   | ?              | ?       | ?     | ɪ-, i-  |

### Comparación léxica
Los numerales en las dos lenguas katla-tima son:
| GLOSA | Julut | Kaalak   | Tima          | PROTO- KATLA |
| ----- | ----- | -------- | ------------- | ------------ |
| '1'   |       | ʈíʈʌ́k    | ʌt̪eːn / at̪ɪːn | *-t̪e-        |
| '2'   |       | cík      | iheːk         | *            |
| '3'   |       | ʌ̀t̪ʌ́t̪     | ihwʌy         | *-t̪ʌt̪        |
| '4'   |       | ʌ̀gʌ́lʌ̀m   | ihʌlʌm        | *-gʌlʌm      |
| '5'   |       | ɟɔ́ɡ͡bə́lɪ́n | iduliːn       | *            |
| '6'   |       | ɟɔ́lʈɪ́n   | ɪntədakwalɔŋ  | *            |
| '7'   |       | ɟɔ́lɪ́k    | ɪnt̪at̪ɪŋɛːl    | *            |
| '8'   |       | t̪ʌ́ŋɡɪ̀l   | ɪnt̪ɪŋɛrɛy     | *            |
| '9'   |       | ɟʌ́lbʌ̀ʈɪ́n | int̪ʌhʌdʌkun   | *            |
| '10'  |       | ràk͡pác   | ihedʌkún      | *            |